# Niala de muntanya
El niala de muntanya (Tragelaphus buxtoni), conegut a Etiòpia com a Azagen (ge'ez: አጋዘን āgāzen), és un antílop que viu a les zones boscoses elevades d'una petita regió de l'Etiòpia central. Els niales de muntanya deuen el seu nom a la seva semblança al niala, però actualment es creu que són més propers als cuduns grossos.